# Sea Breacher
Pour les articles homonymes, voir SEA.
 (août 2023).
Un Sea Breacher ou Innespace Seabreacher est une motomarine-semi sous-marin de poche semi-submersible biplace de sports nautiques et de sport extrême, créée en 1997 en Californie,.

## Histoire
Cette motomarine-semi sous-marin de poche semi-submersible est conçue et développée par deux ingénieurs, le Néo-Zélandais Rob Innes et son associé américain Dan Piazza, cofondateurs en 1997 de la société américaine Innespace Inc. de Redding en Californie.

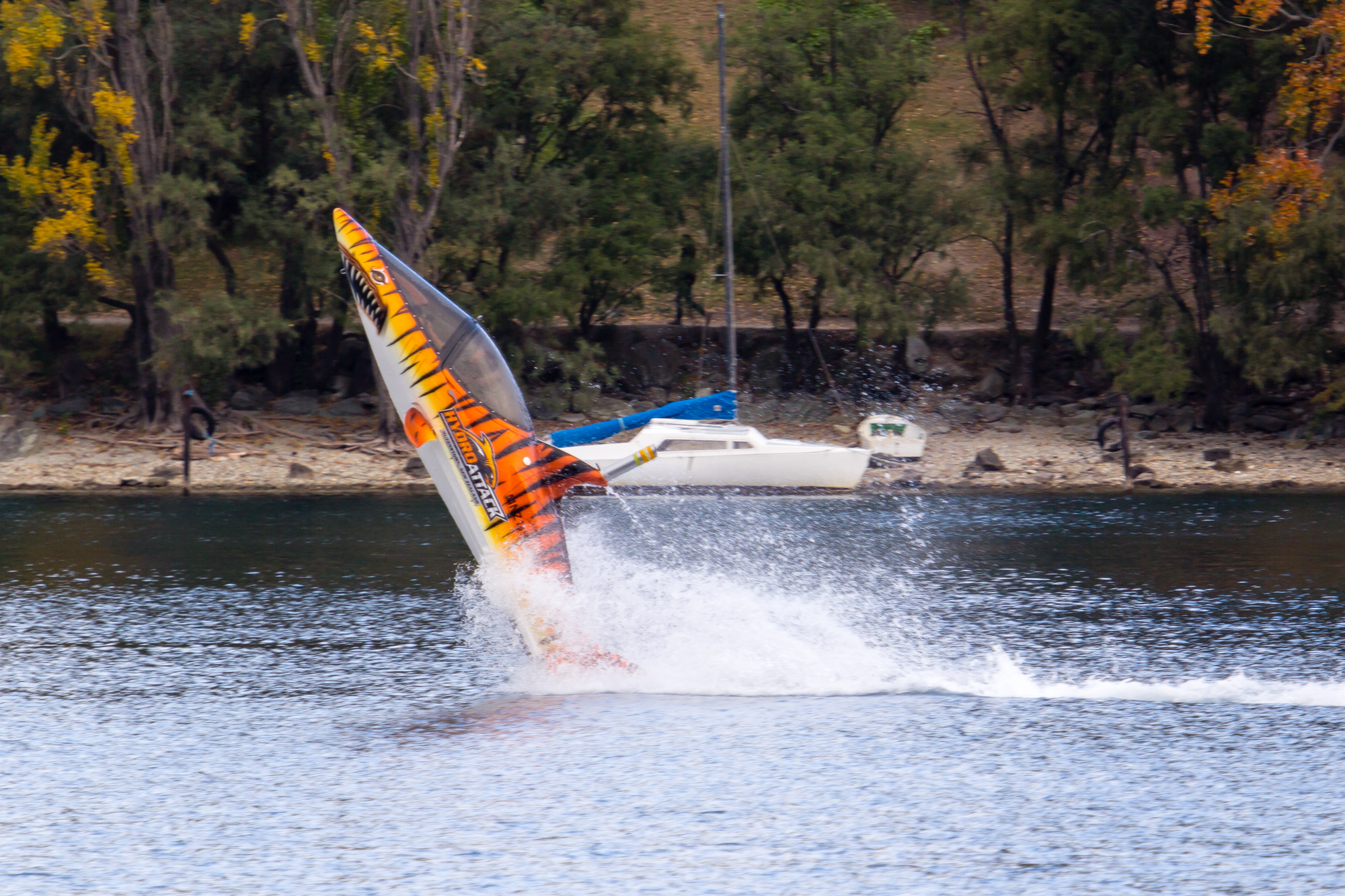
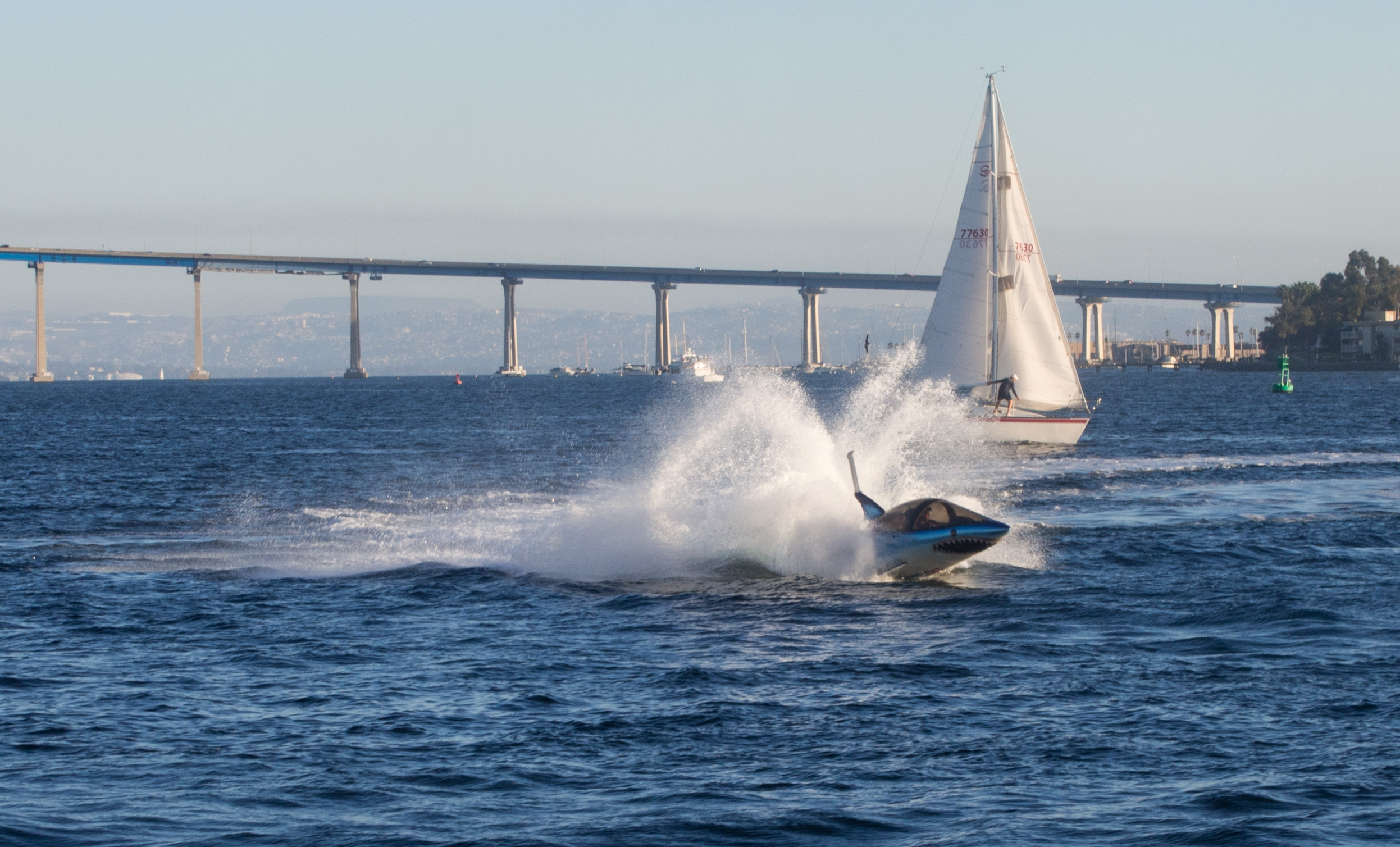

## Caractéristiques
Le design du fuselage est inspiré des motomarines, des jets aéronautiques et du biomorphisme des dauphins, orques et requins, avec des foils en forme de nageoires inférieures, des sièges baquets et un cockpit vitré étanche aéré en surface par tuba de plongée à soupape. 

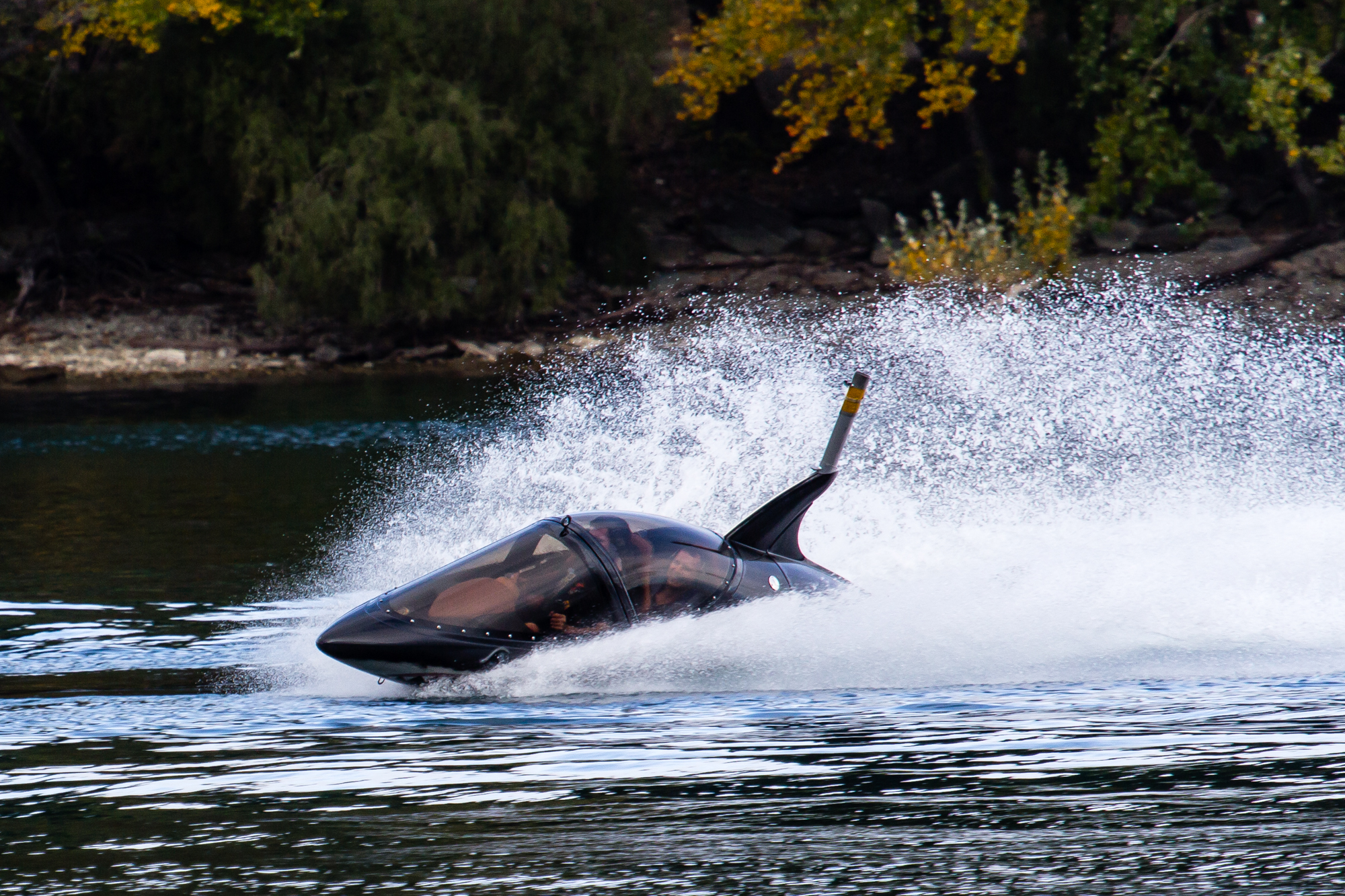
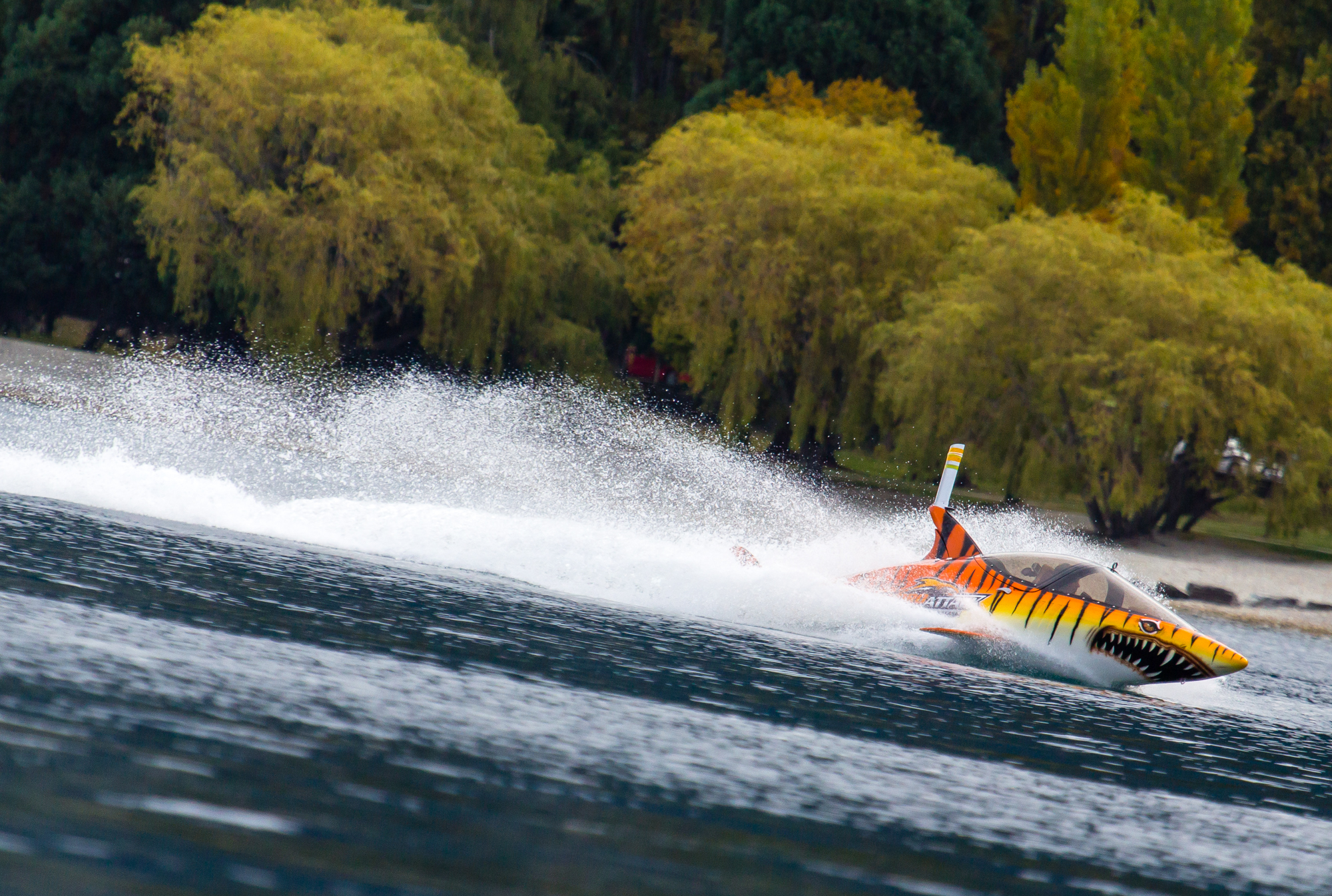

Il est propulsé par hydrojet Rotax ou Sea-Doo Bombardier 3 cylindres en lignes suralimenté de 1500 cm³, de 230 à 300 ch, pour environ 47 nœuds (87 km/h) de vitesse de pointe. Il est capable des figures acrobatiques (roulis, lacet, plonger, sauter, rouler, cabrer...) avec des plongeons d'environ 2,5 m de profondeur pendant 5 à 10 secondes et des sauts d'environ 6 m de hauteur,.

## Modèles
3 modèles personnalisables sont commercialisés :   
- Shark style X (requin)
- Killer Whale Y (orque)
- Dolphin style Z (dauphin)